# 南洛恩
南洛恩（德語：Südlohn，發音：[ˈzyːtloːn]；又纯音译作叙德隆）是德国北莱茵-威斯特法伦州明斯特行政区博尔肯县的市镇，西临荷兰，面积45.56平方千米，2023年12月31日人口为9,738人。

## 名称
该地与“北洛恩”（Nordlohn，今施塔特洛恩）相邻。